# Robert B. Anderson

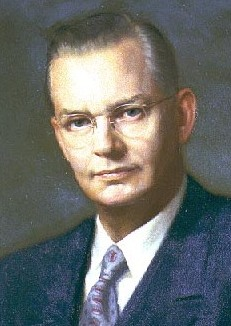
Robert B. Anderson

Robert Bernard Anderson (Burleson, Texas, 4 de junho de 1910 - Nova York, 14 de agosto de 1989) foi um administrador, político e empresário norte-americano. Ele serviu como Secretário da Marinha entre fevereiro de 1953 e março de 1954. Ele também serviu como Secretário do Tesouro de 1957 até 1961, e foi um dos confidentes mais próximos do presidente Dwight D. Eisenhower.
Dois anos antes de sua morte por câncer, ele foi expulso por operações bancárias ilegais e evasão fiscal. Na década de 1980, Anderson operou ilegalmente um banco com sede em Anguilla. O banco estava envolvido na lavagem de dinheiro para traficantes de drogas. Anderson se declarou culpado de violações criminais das leis bancárias e foi condenado à prisão.